# كريس واشبورن
كريس واشبورن (بالإنجليزية: Chris Washburn)‏ مواليد 13 مايو 1965 في هيكري، هو لاعب كرة سلة أمريكي معتزل. تم اختياره من قبل فريق غولدن ستايت ووريورز خلال الدرافت. لعب أيضا مع أتلانتا هوكس. يبلغ طوله 6 قدم 11 بوصة (2.1 م).

## روابط خارجية
- كريس واشبورن على موقع إن بي أي (الإنجليزية)
- كريس واشبورن على موقع سبورتس رفرنس (الإنجليزية)
- كريس واشبورن على موقع كرة السلة الأوروبية.كوم (الإنجليزية)
- كريس واشبورن على موقع كلية كرة السلة في سبورتس رفرنس.كوم (الإنجليزية)
- كريس واشبورن على موقع ريلجم (الإنجليزية)
- كريس واشبورن على موقع بروبوليرز (الإنجليزية)